# Księgi Pięciorga
Księgi Pięciorga – seria książek napisana przez Antony’ego Horowitza. Opowiada ona o Strażnikach Wrót, piątce dzieci posiadających nadprzyrodzone moce, które pozwolą im zniszczyć Pradawne Istoty, siły zła, które chcą zniszczyć ludzkość. Aby tego dokonać muszą się odnaleźć, w czym pomaga im świat snów, w którym mogą się spotykać i rozmawiać. Jednak w odnalezieniu się przeszkadza im korporacja Nightrise i Diego Salamanda. Pomocy zaś udziela im stowarzyszenie Nexus i różne plemiona indiańskie.

## Książki w serii
| Numer w serii | Polski tytuł    | Oryginalny tytuł | Data oryginalnego wydania | Data polskiego wydania |
| ------------- | --------------- | ---------------- | ------------------------- | ---------------------- |
| 1             | Krucze wrota    | Raven's Gate     | 5 sierpnia 2005           | 1 stycznia 2007        |
| 2             | Mroczna gwiazda | Evil Star        | 2 kwietnia 2006           | 8 czerwca 2007         |
| 3             | Zmierzch świata | Nightrise        | 2 kwietnia 2007           | 27 marca 2008          |
| 4             | brak            | Necropolis       | 30 października 2007      | brak                   |
| 5             | brak            | Oblivion         | 4 października 2012       | brak                   |

## Strażnicy Wrót
Strażnicy Wrót to czternastoletnie dzieci posiadające nadprzyrodzone moce. Jest ich pięcioro – czterech chłopców i dziewczyna. W teraźniejszości są to:
- Matt (Matthew)
- Pedro
- Jamie
- Scott

- Scar (Scarlett)

Strażnicy sprzed 10 tysięcy lat są tacy sami, mają te same moce i ten sam wygląd. Mają jednak inne imiona:
- Matt - nie wiadomo jakie jest jego prawdziwe imię, wolał używać imienia z przyszłości
- Inti - czyli Pedro
- Sapling - czyli Jamie
- Flint - czyli Scott
- Scar - miała to samo imię co obecna Strażniczka

Znakiem Strażników Wrót jest niebieska pięcioramienna gwiazda w kole na białym tle.